# Білещина
Біле́щина —  село в Україні, у Прилуцькому районі Чернігівської області. Населення становить 42 осіб. Входить до складу Сухополов'янської сільської громади.

## Історія
Село входило до 1781 року до полкової сотні Прилуцького полку, а потім до Прилуцького повіту Чернігівського намісництва
Низова та Горова Білещина до 1917 року рахували як один населений пункт.
Найдавніше знаходження на мапах 1826-1840 років як Белевщина.
У 1862 році на хуторі володарському Білещина було 17 дворів, де жило 134 осіби.
У 1911 році на хуторі Білещина жило 375 осіб.

## Населення

### Мова
Розподіл населення за рідною мовою за даними перепису 2001 року:
| Мова       | Кількість | Відсоток |
| ---------- | --------- | -------- |
| українська | 40        | 95.24%   |
| російська  | 2         | 4.76%    |
| Усього     | 42        | 100%     |